# 魁魁格山

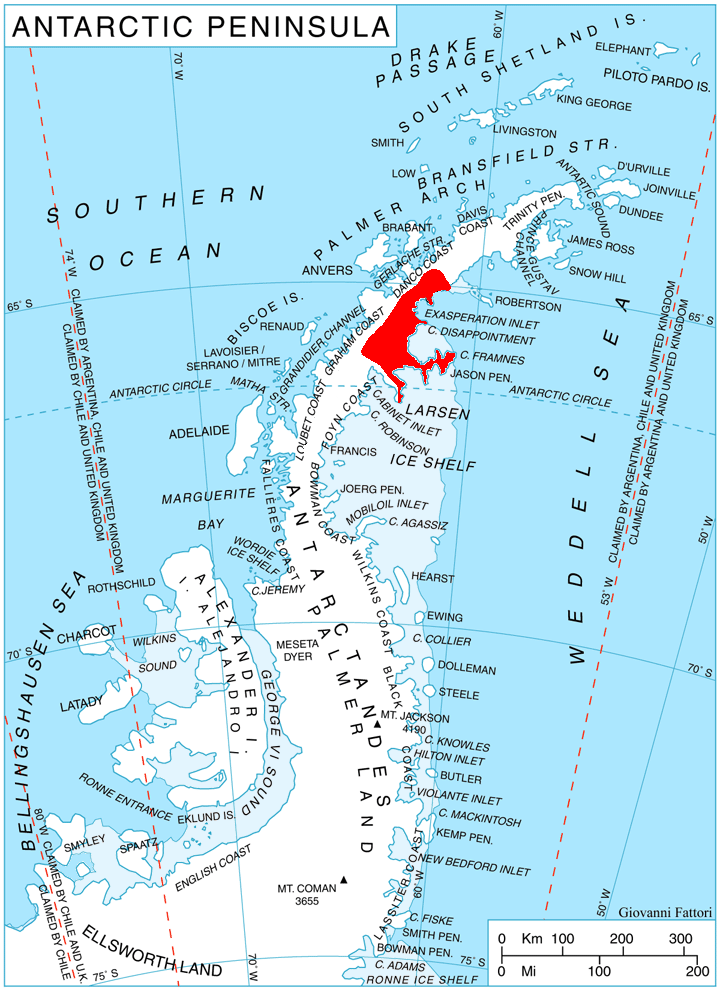

65°39′S 62°8′W / 65.650°S 62.133°W
魁魁格山（英語：Mount Queequeg）是南極洲的山峰，位於葛拉漢地東岸，屬於亞里斯多德山脈的一部分，處於斯塔巴克冰川和斯塔布冰川之間，最高點海拔高度900米。